# Obléhání Antiochie
Obléhání Antiochie bylo součástí první křížové výpravy a trvalo od 21. října 1097 do 28. června 1098.

## Historické pozadí a příchod křižáků

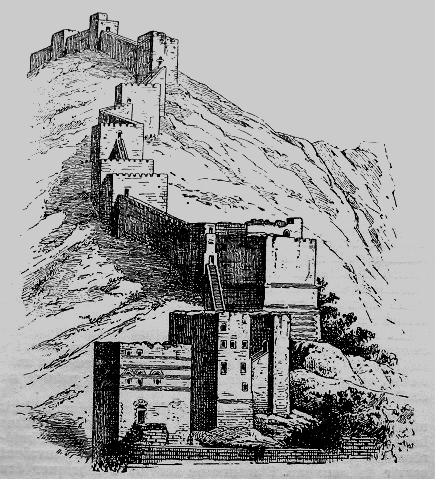
Antiochijské hradby

Antiochie byla získána Turky zradou v roce 1085. Turecká nadvláda příliš nezměnila etnické složení obyvatelstva města, ve kterém žili převážně řečtí, arménští a syrští křesťané. Městu vládl turecký velitel Jaghisijan, který sice formálně uznával svrchovanost vládce Ridvána z Aleppa, ale de facto vládl zcela samostatně. Po zprávách o blížícím se křižáckém vojsku byl uvězněn patriarcha města. Křižácká vojska po vítězné bitvě u Dorylea pokračovala dále k Antiochii. Když dorazili 20. října 1097 k městu, byli překvapeni jeho rozlehlostí a také pevností hradeb, jejichž délka byla 12 kilometrů. Zavrhli myšlenky na přímý útok a rozložili se kolem města. Křižácké vojsko však nebylo tak velké, aby mohlo oblehnout celé město a všechny brány.

## Obléhání
… Prvotní nadbytek potravin byl po několika týdnech vystřídán nedostatkem. Veškeré zásoby i celé okolí města bylo vyjedeno. Křižácké vojsko muselo vzít za vděk koňmi, velbloudy, osly, psy a dokonce prý i krysami. Ve vyhladovělém vojsku se začaly šířit nemoci i dezerce. Když se na konci roku stávala situace kritickou, rozhodli se vůdcové výpravy pro vyslání zásobovací výpravy. Brzy po Vánocích vyrazil Bohemund spolu s Robertem Flanderským a větším množstvím vojáků. Odchodu této početné skupiny se pokusili využít k útoku obležení Turci. Především zásluhou Raimonda z Toulouse se podařilo jejich útok odrazit. Zásobovací výprava zatím zcela neočekávaně narazila na turecké vojsko, které na pomoc Antiochii vyslal emír Dukak z Damašku. Přes tureckou přesilu a přes moment překvapení se křižákům podařilo zvítězit. Ztratili však tolik mužů, že poražené nepronásledovali. Vyplenili několik vesnic a vrátili se zpátky do tábora před Antiochií s mnohem menším množstvím jídla, než si původně doufali obstarat. Před úplnou katastrofou zachraňovaly křižácké vojsko jen dodávky potravin z Kypru a od arménských knížat z Tauru.
| „                 | Množství Franků bylo tak velké, že jim hlad dal pocítit utrpení. Arménští vůdcové, kteří obývali Taurus, Konstantin, syn Rupenův, Pazouni a Ośin, dodávali franckým velitelům všechny potraviny, které potřebovali. Také mnichové z Černé hory (v Tauru) jim rovněž dodávali potraviny. Všichni věrní soupeřili v tomto ohledu v horlivosti. V důsledku nákazy se mezi křižáky rozšířila nemoc; ztratili z každých seni mužů jednoho …, ale Prozřetelnost je neopustila v tomto těžkém postavení; bděla nad nimi s otcovskou péčí jako kdysi nad dětmi Izraele v poušti. | “ |
| — Matouš z Edessy | |   |

Nepřízeň počasí a nedostatek potravin vedly k tomu, že se v křižáckém vojsku rozmáhaly dezerce. Mezi těmi, kteří zvolili útěk od Antiochie byl i Petr Poustevník, kterého ale později dostihl Tankred a přivedl jej zpět. Z důvodu nedostatečného zásobování se také zhoršoval vztah mezi křižáky a byzantským kontingentem vedeným Tatikiem. Tatikios se začátkem února i se svými vojáky stáhl do Sv. Symeonu odkud odplul do Byzance. K odchodu byzantských vojáků možná přispěly i zprávy o blížícím se vojsku Ridvána z Aleppa. Klesající morálku poněkud pozvedlo vítězství nad tureckým vojskem, které na pomoc Antiochii vyslal emír Ridván z Aleppa. Důležitější se však ukázaly posily z Itálie a také obléhací stroje s obsluhou, které jim poslal císař Alexios. Teprve poté měli křižáci dost sil na to, aby město zcela obklíčili.

## Dobytí Antiochie
V té době Bohemund z Tarentu navázal kontakt s některými členy posádky obleženého města, kteří byli ochotni v dohodnuté chvíli křižáky do města vpustit.
| „              | Na jedné z hradebních věží střežil náhodou úsek svěřený Bohemundovi jakýsi Armén. Často se nakláněl přes hradby a Bohemund jej lichotkami a sliby přiměl ke zradě města. Armén mu odpověděl: „Až budeš chtít a až mi sám dáš venku nějaké znamení, vydám ti okamžitě tuto věž. Jenom musíte ty a tví lidé být připraveni a musíte mít po ruce i žebříky. Ale nestačí, když budeš připraven jen ty. Celé vojsko musí být ve zbrani, aby se Turci při pohledu na váš výstup dali na útěk, zastrašeni vaším válečným křikem.“ | “ |
| — Anna Komnéna | |   |

V noci z 2. června na 3. června 1098 byl plán uskutečněn a celé město s výjimkou citadely padlo do rukou křižáků. Jaghisijan utekl z města, ale byl zabit arménskými ozbrojenci.
| „        | ...všechna náměstí tohoto města byla naplněna tolika mrtvolami, že nikdo tam nemohl pobývat kvůli zápachu. Nebylo možno procházeti po ulicích, jenom po mrtvolách.... | “ |
| — anonym | |   |

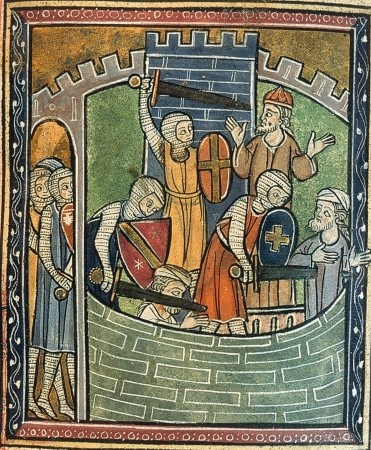
Vraždění v Antiochii (středověká iluminace)

Přes dobytí města stále zůstávala v tureckých rukou citadela. Křižáci se v dobyté Antiochii nestačili ani zotavit a sami se po několika dnech stali obleženými. Už 7. června město oblehla Kerbogova armáda. Situaci ztěžovalo to, že Antiochie byla po dlouhém obležení prakticky bez zásob a křižáci nebyli připraveni na dlouhé obléhání. Z tohoto důvodu mnozí křižáci dezertovali před tím než bylo obležení dokončeno. Byli mezi nimi např. i Bohemundův švagr Vilém Grant-Mesnil a Vilém z Melunu, kteří se později připojili ke Štěpánovi z Blois a vydali se zpátky do Konstantinopole.
| „                     | Tehdy Štěpán hrabě z Blois odešel od obléhání a po moři vrátil se do Francie; čehož všichni jsme želeli, poněvadž to byl muž nejurozenější a ve zbrani mocný. Po jeho odchodu na druhý den město Antiochie bylo Frankům vydáno. Kdyby býval byl vytrval, býval by se z toho s ostatními velmi radoval. | “ |
| — Fulcher ze Chartres | |   |

## Nález svatého kopí
Samotné dobytí města situaci křižáků příliš nevylepšilo. V městě po dlouhém obléhání nebyly už žádné zásoby potravin a křižáci ani nebyli schopni obsadit vojensky celé hradby. Poté, co 9. června Kerboga dokončil obležení města, zmocnila se obléhaných panika. V této situaci pomohla křižákům nečekaná událost. Dne 10. června si u Raimonda z Toulouse vyžádal slyšení chudý provensálský křižák Petr Bartolomeus. Sdělil mu, že již delší dobu má vidění, ve kterém se mu zjevuje svatý Ondřej, který mu sdělil, že v Antiochii se nachází kopí, kterým byl proboden Kristův bok. Přestože biskup Adhémar se k celé situaci stavěl nedůvěřivě, hrabě z Toulouse přislíbil, že se bude osobně podílet na hledání „svatého kopí“. Následně 15. června se začalo kopat v kapli na místě, které označil Petr Bartolomeus. Ve vykopané jámě se nic nepodařilo nalézt. Teprve až do jámy sestoupil sám Petr, nalezl po chvíli kopání vzácnou relikvii.
| „                     | Ale zatím přispěla nám nejmilostivější slitovnost všemohoucího Boha, jež nad námi bděla, a v chrámě blaženého Petra, knížete apoštolského, nalezli jsme kopí, kterým proboden byl rukama Longinovýma bok našeho Spasitele, a to na trojí zjevení, jehož se dostalo jednomu sluhovi Božímu od svatého Ondřeje Apoštola, kterýž také ukázal místo, kde kopí leží. Tím nálezem a jinými mnoha božskými zjeveními tak jsme byli povzbuzeni a posilněni, že jak dříve byli jsme sklíčeni a bázliví, po té nejsmělejšími a nejčilejšími k bojováni jsme byli a druh druha povzbuzovali. | “ |
| — Fulcher ze Chartres | |   |

Nález kopí sice vedl ke zlepšení morálky v křižáckém vojsku, ale na samotnou situaci křižáků v obleženém městě, kde se jim nedostávalo potravin, nemohl mít velký vliv. Křižáci se proto pokusili s Kerbogou vyjednávat, ale když jednání ztroskotala, přesvědčil snadno Bohemund ostatní velitele, aby se rozhodli pro bitvu.

## Bitva

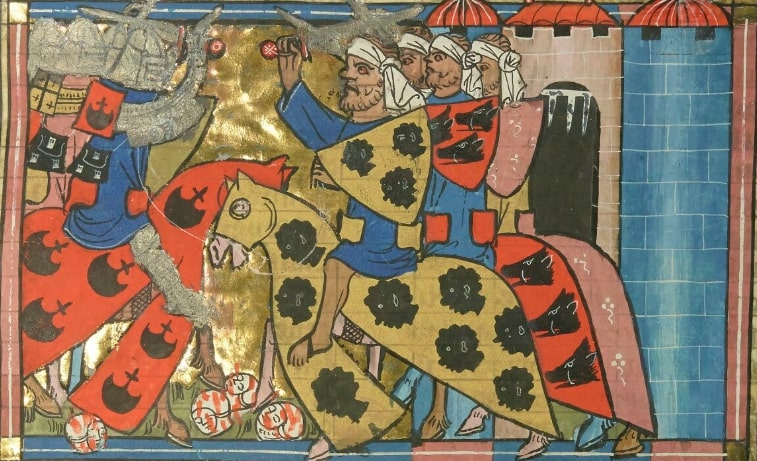
Bitva u Antiochie

Ráno v pondělí 28. června vyšlo vojsko do boje rozdělené do šesti oddílů. Prvnímu složenému z Francouzů a Vlámů veleli Hugo z Vermandois a Robert Flanderský, druhému tvořenému Lotrinčany Godefroy z Bouillonu třetímu složenému z Normanů z Normandie velel Robert Normandský. Čtvrtý oddíl tvořili Provensálci a vedl je biskup Adhémar z Le Puy, protože Raimond z Toulouse byl nemocný. Pátý a šestý oddíl tvořili Normané z Itálie a veleli jim Bohemund a jeho synovec Tankred. Nemocný Raimond zůstal s asi 200 muži uvnitř města, aby zabránil nebezpečí nepřátelského výpadu z citadely. Jedním z problémů, se kterými se křesťanské vojsko před bitvou potýkalo, byl nedostatek koní. V době příchodu k Antiochii bylo v křesťanském vojsku asi 1 000 koní, což znamenalo, že čtyři z pěti rytířů museli bojovat opěšalí. Během obléhání Antiochie ale klesl počet koní na pouhých 100–200. Většina rytířů a mezi nimi i mnoho slavných a mocných mužů, tak musela bojovat jako pěšáci, případně byli nuceni osedlat osly a muly. Dokonce i Robert II. Flanderský a Godefroy z Bouillonu byli přinuceni se před bitvou doprošovat o koně. Na muslimské straně navrhoval Kerbogův velitel Wassab, aby zničili křesťanské vojsko po jednotlivých částech, ale Kerboga dal přednost tomu, aby je zlikvidovali najednou.
| „              | Tehdy takzvaný hrabě z Flander se obrátil na ostatní hrabata s žádostí, aby mu splnili jediné přání. Chtěl sám pouze s třemi druhy jako první vyjet na koni proti Turkům. Dostal k tomu souhlas. Když oba šiky stály v spořádaných oddílech proti sobě a schylovalo se k boji, sesedl flanderský hrabě z koně, třikrát padl k zemi, pomodlil se k Bohu a požádal ho o pomoc. Všichni zvolali: „Bůh je s námi!“ V tu chvíli hrabě z flander povolil koni uzdu a vyrazil proti Kurpagovi, který stál na jednom z pahorků. Na koho z nepřátel narazili, každého srazili na zem. Tu se Turci, ještě než se rozpoutal boj, vyděšeně obrátili na útěk. Boží moc zřejmě stála na straně křesťanů. Většina barbarů, kteří chtěli na útěku přebrodit řeku, strhl říční proud a utopili se. | “ |
| — Anna Komnéna | |   |

Když se z počátku nevyvíjela bitva podle Kerbogových představ, mnoho z emírů opustilo i se svými jednotkami turecké vojsko. Mezi prvními, kteří dezertovali, byl Dukak z Damašku, který už měl informace o fatimovské invazi do Palestiny. Aby získal čas k obnovení pořádku ve svých jednotkách, pokusil se Kerboga zastavit křižácké vojsko zapálením suché trávy, ale mase křižáckých vojáků se podařilo oheň udusat. Kerboga se vrátil zpět do Mosulu s pouhým zbytkem své armády a jeho prestiž a moc byly zničeny. Po křižáckém vítězství kapitulovala i posádka citadely, která se ale vzdala výhradně Bohemundovi, který snad už předem s nimi uzavřel tajnou dohodu.

## Důsledky

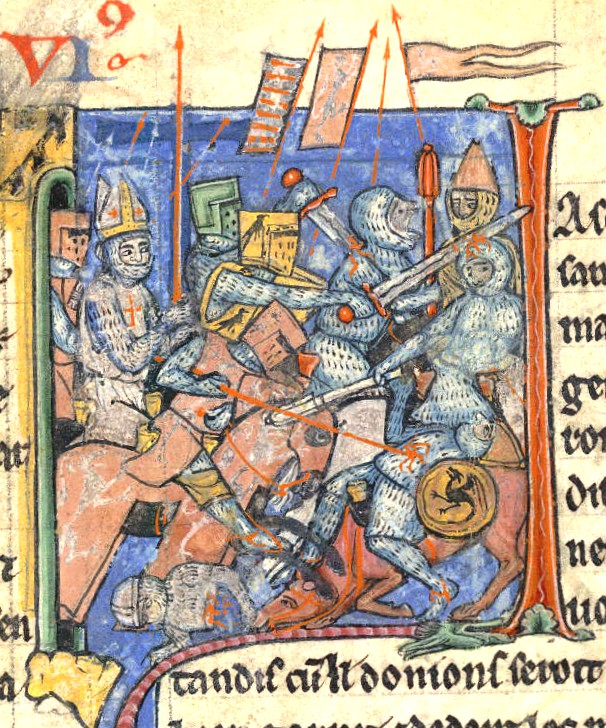
Biskup Adhemar z Le Puy

Brzy po vítězství utrpěla výprava velkou ztrátu, když na následky epidemie zemřel biskup Adhémar z Le Puy.
| „                     | Tehdáž umřel biskup Ademar, prvého srpna, jehožto duše požívej věčného klidu. Amen! A tehdy Hugo Veliký se souhlasem velmožů odejel do Cařihradu a odtud do Francie. | “ |
| — Fulcher ze Chartres | |   |

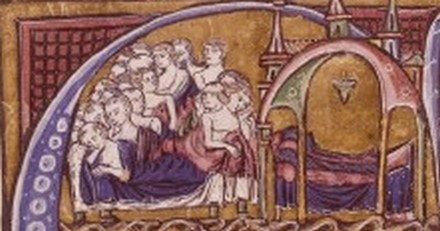
Epidemie v Antiochii (středověká iluminace)

Po Adhémarově smrti zbývající vůdcové výpravy poslali dopis papeži Urbanovi, ve kterém jej informovali o dobytí Antiochie a o smrti papežského legáta. Zároveň v dopise vyzvali papeže, aby se ujal vedení výpravy. Hugo z Vermandois, kterého křižáci vyslali k byzantskému císaři, měl Alexiovi vylíčit situaci a požádat jej, aby se připojil co nejdříve ke křižákům a ujal se vlády v dobyté Antiochii. Křižáci totiž byli informováni o tom, že císař v průběhu roku 1097 osvobodil od Turků Lydii a na jaře 1098 pokračoval v tažení dále na východ. Během Alexiova tažení však k němu dorazil Štěpán z Blois utíkající od Antiochie, který císaři vylíčil situaci křižáků jako beznadějnou. Alexius se poté rozhodl zbytečně neriskovat a stáhnout se i s vojskem do Konstantinopole, kde jej na podzim zastihl Hugo. V té době už bylo pozdě na organizování výpravy na východ a tak následující měsíce strávili křižáci spory o vládu nad Antiochií. Navíc vůdcové křížové výpravy, kteří neznali důvody Alexiova rozhodnutí, chápali jeho chování jako zradu.

## Galerie

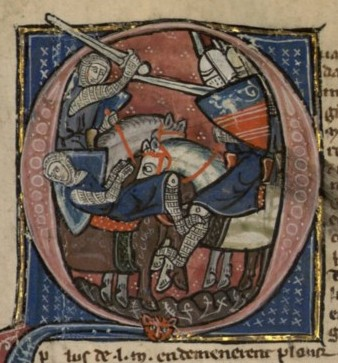
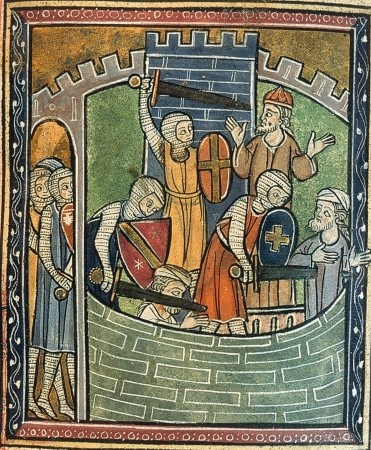
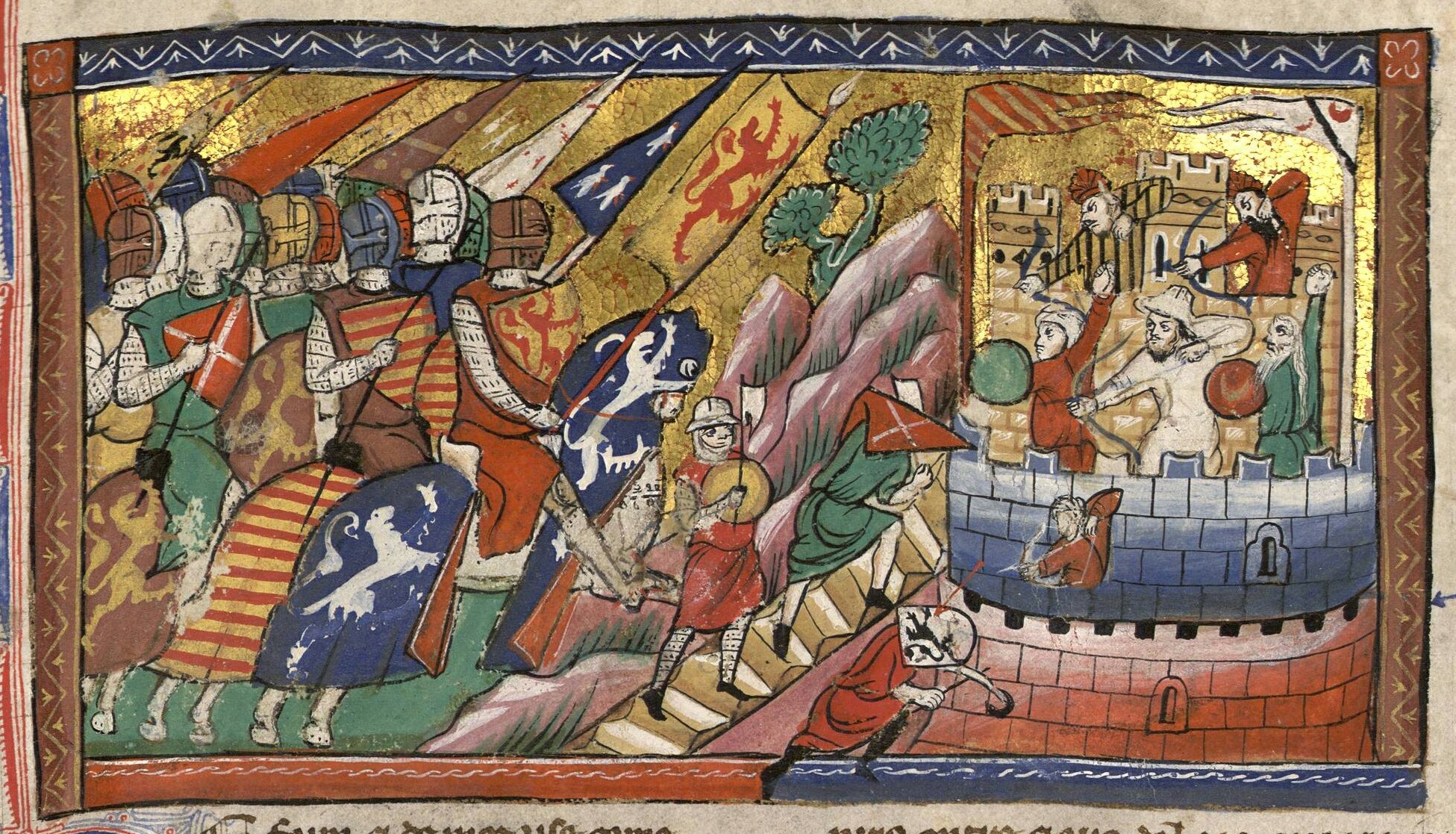
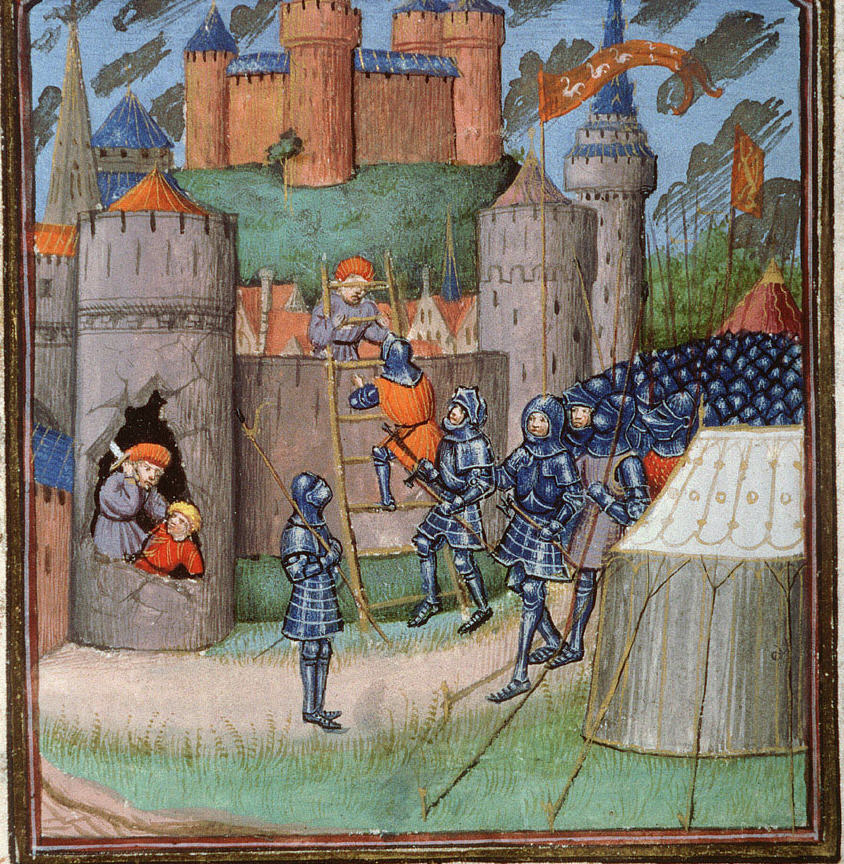
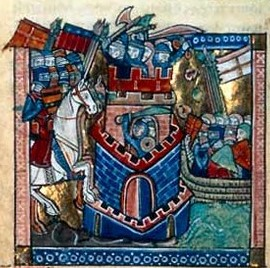
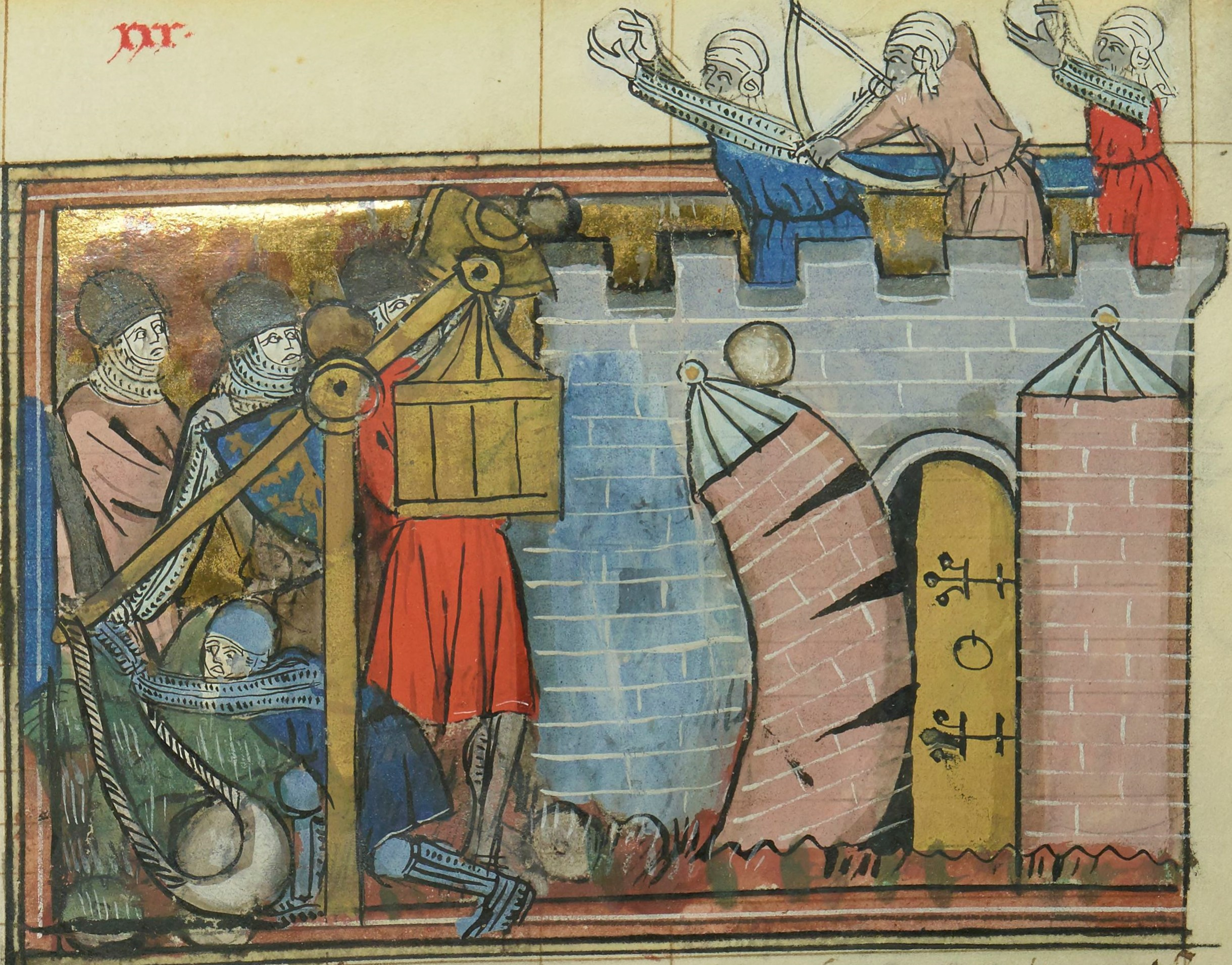
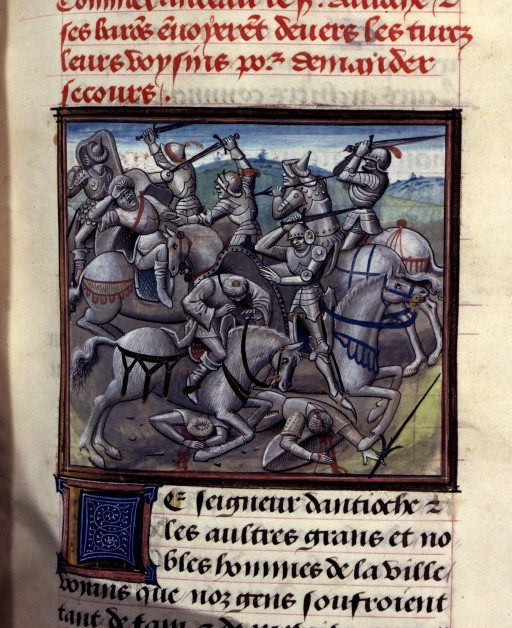
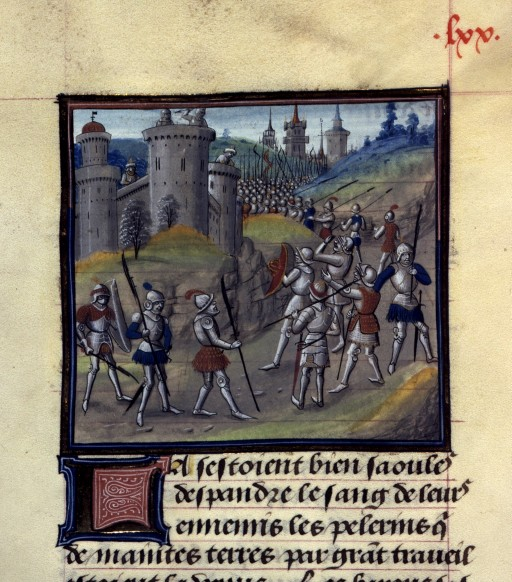
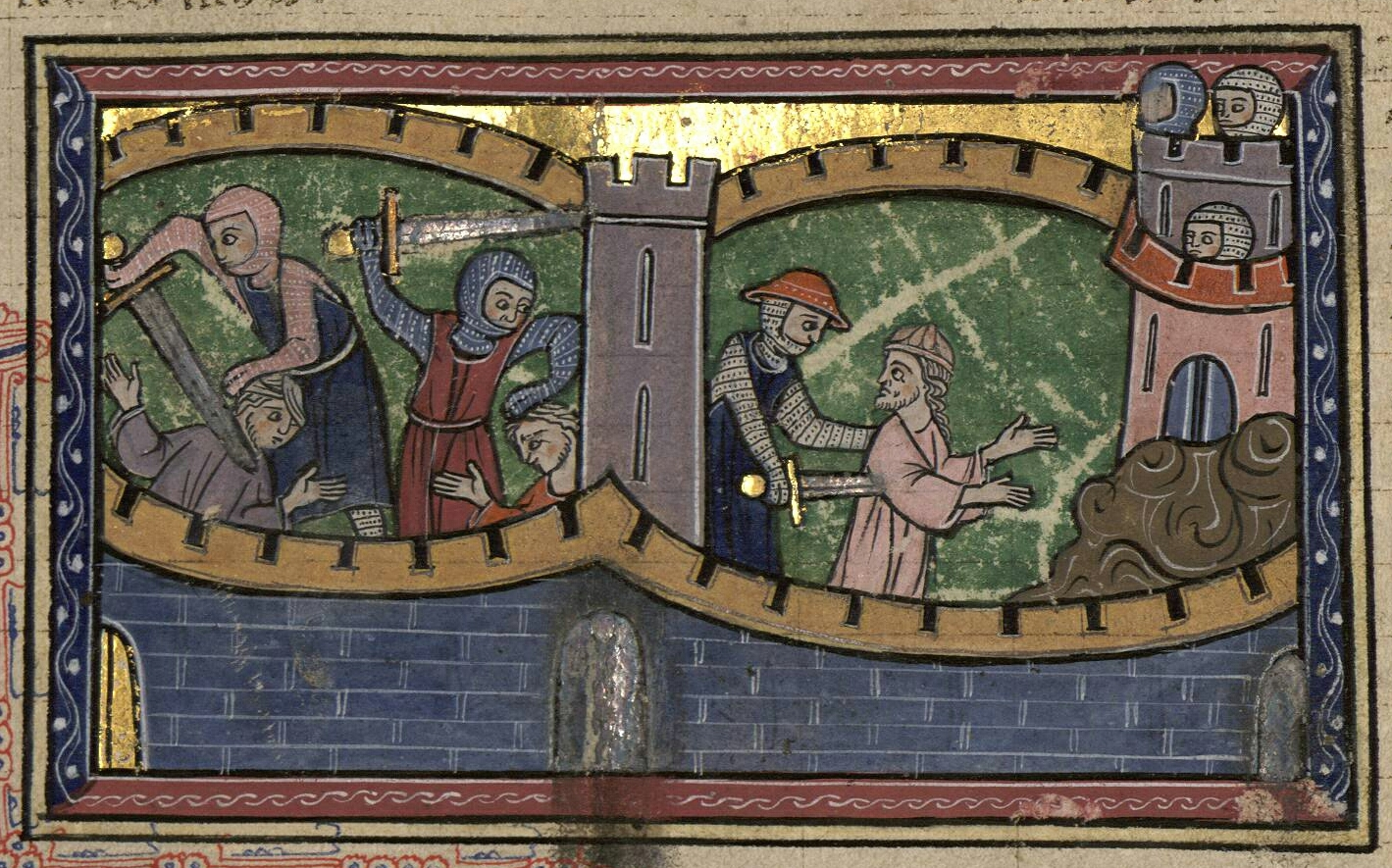
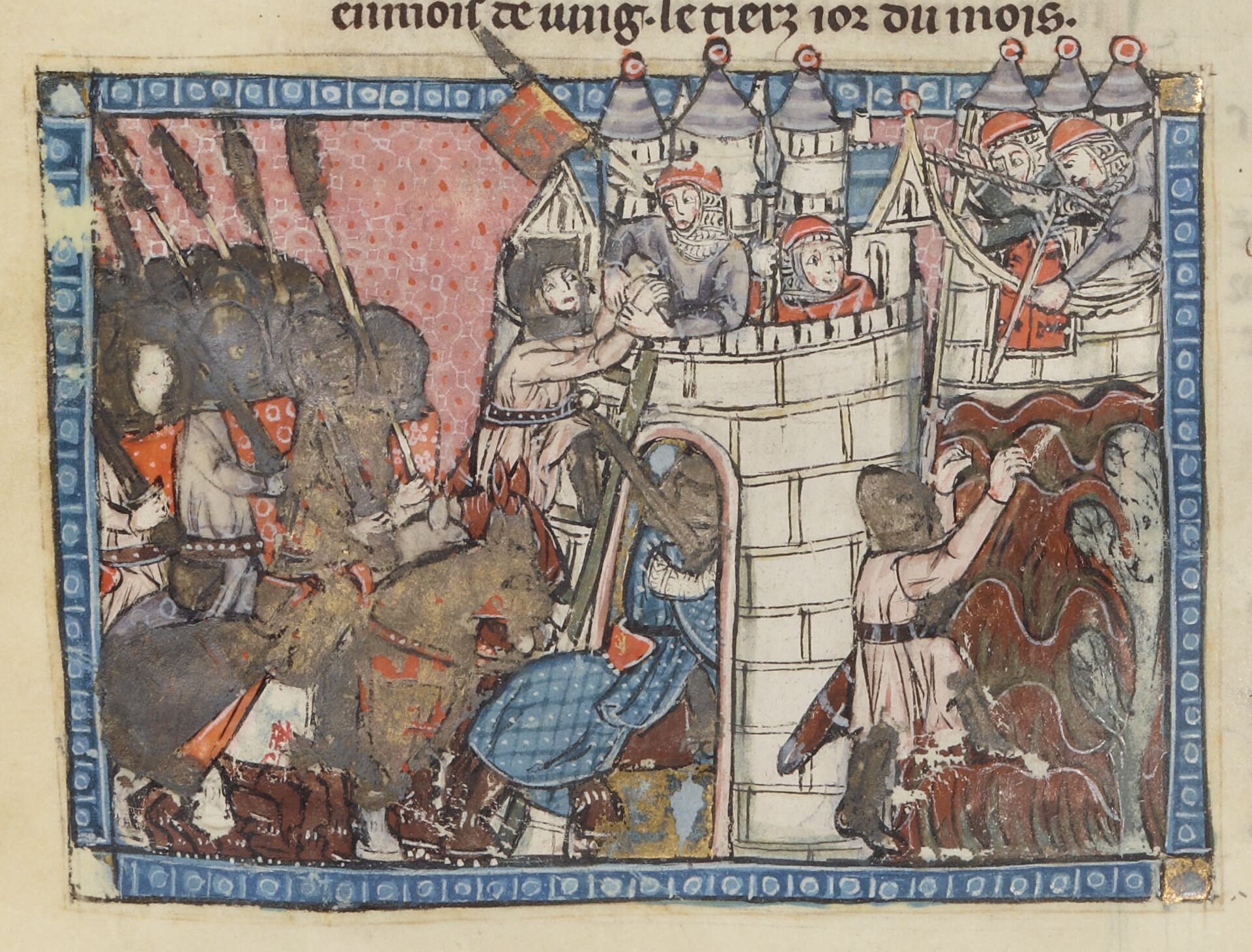
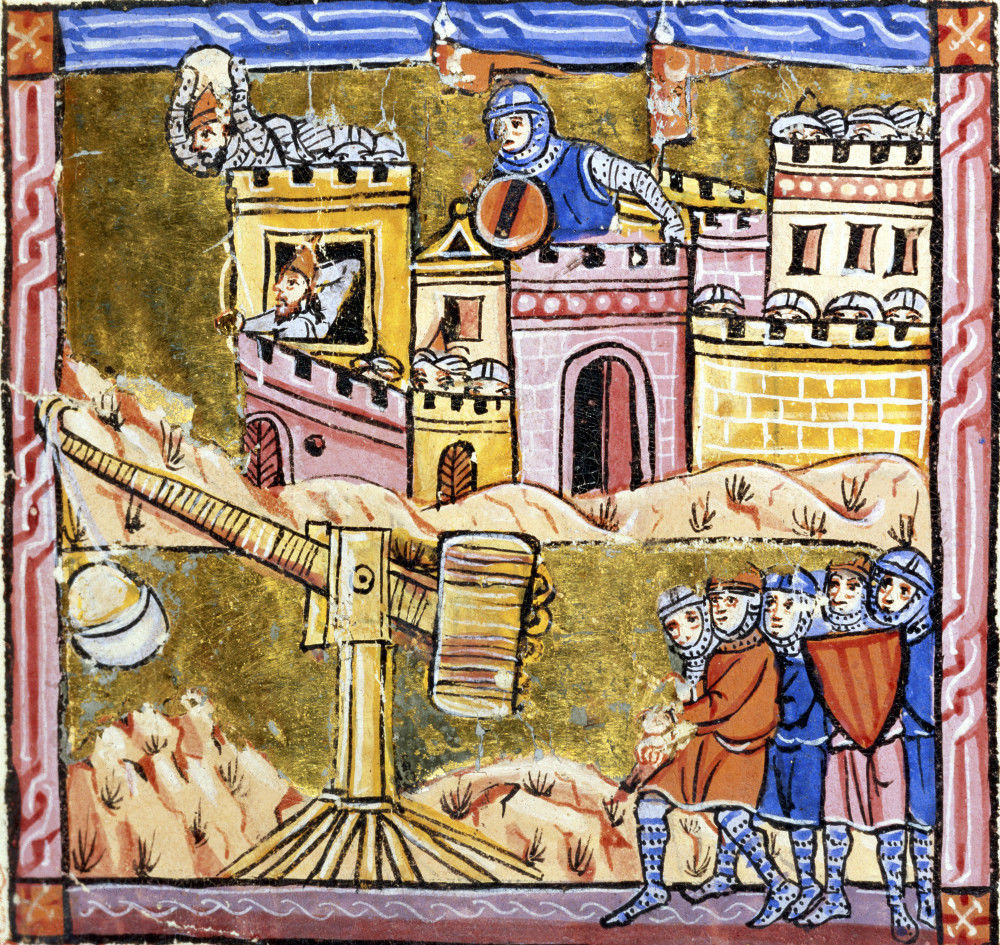